# Aisakos
Aisakos var en prins i grekisk mytologi. Han var son till kung Priamos av Troja och najaden Alexirhoe.